# (15821) Iijimatatsushi
(15821) Iijimatatsushi es un asteroide perteneciente al cinturón de asteroides descubierto por Kin Endate y Kazuro Watanabe desde el Observatorio de Kitami el 2 de octubre de 1994.

## Designación y nombre
Tras su descubrimiento, el asteroide recibió como denomimación provisional (15821)1994 TM2. Posteriormente reciibiría su nombre en honor a la periodista Tatsushi Iijima, (1963-2015) que trabajó durante 28 años para Kyodo News y apoyó las misiones espaciales japonesas Hayabusa y Hayabusa2.